# Никола Немешевић
Никола Немешевић (Пожаревац, 18. новембар 1988), познатији под псеудонимом Немеш, српски је кантаутор и глумац.

## Биографија

### Детињство и младост
Никола Немешевић је рођен 18. новембра 1988. године у Пожаревцу, од оца Војислава и мајке Наде. Широкој публици на Балкану постао је познат као такмичар Великог брата где се заљубио и почео да се повезује са једним од такмичара, Маријаном Чврљак. У 2016. години, они су се венчали, али су се развели годину дана касније. Немеш је почео да свира клавир и клавијатуре са неколико бендова док је још био у средњој школи. Један од бендова с којима је наставио да ради је поп рок бенд под називом Bad Choice.
Након завршене музичке гимназије у Пожаревцу уписао је Универзитет уметности у Београду, где је студирао и завршио оперско певање. Његови професори певања су били примадона Радмила Смиљанић и певач Никола Мијаиловић. Учествовао је у неколико међународних оперних фестивала, међу којима су били Oper Oder-Spree у Безкову, Немачка и Међународна летна музичка школа у Пучишћу, Хрватска.

### 2011—данас
У 2011. години, Немеш је објавио свој први сингл под називом „Знам тај смешак”. За мање од месец дана, због његовог учешћа у Великом брату и медијском излагању, песме су добиле више од милион лајкова на Јутјубу. Тренутно има више од 3.000.000 прегледа. Тренутно наступа са својим бендом, Трегери. Њихов репертоар је базиран на џез музици. Године 2011. радио је са Ди-Џејем/продуцентом Иваном Шварцом на римејк верзији „Апсолутно Твој”, песме коју је првобитно отпевао бенд „Мирзино Јато”. Године 2014. написао је и снимио химну „Идемо БРЕ”, написану за Национални кошаркашки тим Србије, у сарадњи са Марком Коном. Немеш је био један од учесника српске верзије Плес са звездама. Остао је на такмичењу 5 недеља. Године 2010. био је представљен на насловници часописа Men's health, након што је освојио здравствени фитнес изазов за мушкарце. У 2017. години почео је радити на ТДИ радиу. Од 2013. године се бави синхронизацијом филмова и серија за студије Аудио визард Ем ен Ди, Блу хаус, Басивити, Голд диги нет, Ливада Београд, Моби, Соло и Студио.

## Филмографија
| Год.     | Назив                                              | Улога        |
| -------- | -------------------------------------------------- | ------------ |
| 2010.-те |                                                    |              |
| 2011.    | Велики брат                                        | себе         |
| 2011.    | Практични водич кроз Београд са певањем и плакањем | певач        |
| 2014.    | Плес са звездама                                   | себе         |
| 2016.    | Малеш                                              |              |
| 2017.    | Афтерпарти                                         | себе         |
| 2017.    | Сага о три невина мушкарца                         | Гуру         |
| 2019.    | Ургентни центар                                    | Дејанов отац |

## Улоге у синхронизацијама
| \| Година синх. \| Филм/серија \| Лик(ови) \| \| ------------ \| ----------------------------------------- \| ----------------------------------------------- \| \| 2013. \| Аватар: Последњи владар ветрова \| Лавокорњача \| \| 2013. \| Легенда о Кори \| додатни гласови \| \| 2013. \| Биг тајм раш \| Буда Боб (С3-4 сем у С3Е9), Бо, додатни гласови \| \| 2013. \| Водени свет малих гупија \| додатни гласови \| \| 2013. \| Бакет и Скинер: Епске авантуре \| додатни гласови \| \| 2013-2014. \| Дора истражује (Голд диги нет) \| Мргудић Трол \| \| 2013. \| Фанбој и Чам Чам \| додатни гласови \| \| 2013. \| Фред: Серија \| додатни гласови \| \| 2013. \| Вондер петс \| додатни гласови \| \| 2013. \| Иди, Дијего, иди! \| додатни гласови \| \| 2013. \| Ај Карли \| додатни гласови \| \| 2013. \| Кунг фу панда: Легенде о Феноментастичном \| додатни гласови \| \| 2013. \| Марвин Марвин \| додатни гласови \| \| 2013. \| Олива ној \| Робин Худ \| \| 2013. \| Патролне шапе \| додатни гласови \| \| 2013. \| Робот и Чудовиште \| додатни гласови \| \| 2013. \| Тим Умизуми \| додатни гласови \| \| 2013-2017. \| Чудновили родитељи \| Деда; Дарко Ласер (неке епизоде) \| \| 2013-2014. \| Млади мутанти нинџа корњаче (2012) \| Ороку Саки / Шредер (С1-2) \| \| 2013. \| Супершпијунке (С6, Голд диги нет) \| додатни гласови \| \| 2013. \| С. Т. О. П. Папи \| Уводна шпица \| \| 2013. \| Викторијус \| додатни гласови \| \| 2014. \| Сем и Кет \| додатни гласови \| \| 2014. \| Санџеј и Крег \| Чил Бил \| \| 2015. \| Пепа Прасе (Блу хаус) \| Тата Прасе \| \| 2017. \| Сунђер Боб Коцкалоне \| додатни гласови \| \| 2018. \| Фантастично путовање у Оз \| Медвед \| \| 2018. \| Цврле: Никад не летиш сам \| Гвозден \| \| 2018. \| Тролхантерс Гиљерма дел Тора \| Ганмар, Рот, NotEnrique \| \| 2019. \| Дамбо (2019) \| Ронго \| \| 2019. \| Ко се боји вука још 2 \| Ајк \| \| 2019. \| Покахонтас (званична синх.) \| Џон Смит \| \| 2019. \| Покахонтас 2: Путовање у Нови свет \| Џон Смит \| \| 2019. \| Породица Адамс (2019) \| Лурч \| \| 2019. \| Садко: Авантура под морем \| Аким \| \| 2019. \| Тајни агент Мјау \| Елвис \| \| 2019. \| Плејмобил филм \| додатни гласови \| \| 2019. \| Табалуга \| Арктос \| \| 2019. \| Томас и другари (Синкер медија) \| Беш, Деш (Е20); Виктор \| \| 2020. \| Гамболов чудесни свет \| додатни гласови \| \| 2020. \| Господин Магу (2019) \| Наслови епизода \| \| 2020. \| Јабука и Лук \| Пршутица (Е29), Језгро, додатни гласови \| \| 2020. \| Капетан Сабљозуби и магични дијамант \| Мага Кан \| \| 2020. \| Моћни играчи \| Поркапанк (неке епизоде), Маско \| \| 2020. \| Скуби-Ду је то и погоди још ко \| Пећински човек \| \| 2020. \| Соников филм \| Мајор Бенингтон \| \| 2021. \| Острво Летњи Камп \| Литофон, додатни гласови \| \| 2021. \| Певајмо 2 \| Биг Деди \| \| 2021. \| Породица Адамс 2 \| Лурч \| \| 2021. \| Мао Мао: Хероји чистог срца \| Мао Мао \| \| 2022. \| Јаба даба диносаурус \| Краљ Тираносаурус \| \| 2022. \| Ди-Си лига суперљубимаца \| додатни гласови \| \| 2022. \| Шапе гнева: Легенда о Хенку \| \| \| 2022. \| Превари или почасти, Скуби-Ду! \| Шериф, Чарли Сморовић \| \| 2023. \| Супер Марио браћа: Филм \| Баузер[8] \| \| 2024. \| Кунг-фу панда 4 \| додатни гласови \| |                                           |                                                 |
| Година синх. | Филм/серија                               | Лик(ови)                                        |
| 2013. | Аватар: Последњи владар ветрова           | Лавокорњача                                     |
| 2013. | Легенда о Кори                            | додатни гласови                                 |
| 2013. | Биг тајм раш                              | Буда Боб (С3-4 сем у С3Е9), Бо, додатни гласови |
| 2013. | Водени свет малих гупија                  | додатни гласови                                 |
| 2013. | Бакет и Скинер: Епске авантуре            | додатни гласови                                 |
| 2013-2014. | Дора истражује (Голд диги нет)            | Мргудић Трол                                    |
| 2013. | Фанбој и Чам Чам                          | додатни гласови                                 |
| 2013. | Фред: Серија                              | додатни гласови                                 |
| 2013. | Вондер петс                               | додатни гласови                                 |
| 2013. | Иди, Дијего, иди!                         | додатни гласови                                 |
| 2013. | Ај Карли                                  | додатни гласови                                 |
| 2013. | Кунг фу панда: Легенде о Феноментастичном | додатни гласови                                 |
| 2013. | Марвин Марвин                             | додатни гласови                                 |
| 2013. | Олива ној                                 | Робин Худ                                       |
| 2013. | Патролне шапе                             | додатни гласови                                 |
| 2013. | Робот и Чудовиште                         | додатни гласови                                 |
| 2013. | Тим Умизуми                               | додатни гласови                                 |
| 2013-2017. | Чудновили родитељи                        | Деда; Дарко Ласер (неке епизоде)                |
| 2013-2014. | Млади мутанти нинџа корњаче (2012)        | Ороку Саки / Шредер (С1-2)                      |
| 2013. | Супершпијунке (С6, Голд диги нет)         | додатни гласови                                 |
| 2013. | С. Т. О. П. Папи                          | Уводна шпица                                    |
| 2013. | Викторијус                                | додатни гласови                                 |
| 2014. | Сем и Кет                                 | додатни гласови                                 |
| 2014. | Санџеј и Крег                             | Чил Бил                                         |
| 2015. | Пепа Прасе (Блу хаус)                     | Тата Прасе                                      |
| 2017. | Сунђер Боб Коцкалоне                      | додатни гласови                                 |
| 2018. | Фантастично путовање у Оз                 | Медвед                                          |
| 2018. | Цврле: Никад не летиш сам                 | Гвозден                                         |
| 2018. | Тролхантерс Гиљерма дел Тора              | Ганмар, Рот, NotEnrique                         |
| 2019. | Дамбо (2019)                              | Ронго                                           |
| 2019. | Ко се боји вука још 2                     | Ајк                                             |
| 2019. | Покахонтас (званична синх.)               | Џон Смит                                        |
| 2019. | Покахонтас 2: Путовање у Нови свет        | Џон Смит                                        |
| 2019. | Породица Адамс (2019)                     | Лурч                                            |
| 2019. | Садко: Авантура под морем                 | Аким                                            |
| 2019. | Тајни агент Мјау                          | Елвис                                           |
| 2019. | Плејмобил филм                            | додатни гласови                                 |
| 2019. | Табалуга                                  | Арктос                                          |
| 2019. | Томас и другари (Синкер медија)           | Беш, Деш (Е20); Виктор                          |
| 2020. | Гамболов чудесни свет                     | додатни гласови                                 |
| 2020. | Господин Магу (2019)                      | Наслови епизода                                 |
| 2020. | Јабука и Лук                              | Пршутица (Е29), Језгро, додатни гласови         |
| 2020. | Капетан Сабљозуби и магични дијамант      | Мага Кан                                        |
| 2020. | Моћни играчи                              | Поркапанк (неке епизоде), Маско                 |
| 2020. | Скуби-Ду је то и погоди још ко            | Пећински човек                                  |
| 2020. | Соников филм                              | Мајор Бенингтон                                 |
| 2021. | Острво Летњи Камп                         | Литофон, додатни гласови                        |
| 2021. | Певајмо 2                                 | Биг Деди                                        |
| 2021. | Породица Адамс 2                          | Лурч                                            |
| 2021. | Мао Мао: Хероји чистог срца               | Мао Мао                                         |
| 2022. | Јаба даба диносаурус                      | Краљ Тираносаурус                               |
| 2022. | Ди-Си лига суперљубимаца                  | додатни гласови                                 |
| 2022. | Шапе гнева: Легенда о Хенку               |                                                 |
| 2022. | Превари или почасти, Скуби-Ду!            | Шериф, Чарли Сморовић                           |
| 2023. | Супер Марио браћа: Филм                   | Баузер                                          |
| 2024. | Кунг-фу панда 4                           | додатни гласови                                 |

## Галерија
- Немеш наступа у Безкову у Немачкој 2010. године.
- Немеш и Трегери у 2015. години.
- Фото сесија за здравље мушкараца .